# Madan Mohan
Madan Mohan -en hindi मदन मोहन- (Bagdad, Iraq, 25 de juny de 1924 - Bombai, Índia, 14 de juliol de 1975) va ser un compositor indi de música de pel·lícules de Bollywood molt famós durant els anys 50, 60 i 70. Va compondre centenars de bandes sonores i és recordat especialment per haver-se especialitzat en els ghazals (cançons d'amor d'origen persa), interpretats per les cantants Lata Mangeshkar i Talat Mahmood i per Mohammed Rafi en la veu masculina.
El 1971 va obtenir el National Film Award a la millor direcció musical pel film Dastak. Altres pel·lícules destacades on va intervenir són: Aankhen (1950), Jahan Ara (1964) o Dulhan Ek Raat Ki (1966).
30 anys després de la seva mort, el director Yash Chopra va utilitzar una sèrie de cançons inèdites de Mohan per al seu film Veer-Zaara (2004), que van ser retreballades pel fill del compositor i interpretades per la mateixa Lata Mangeshkar.